# Khuda Bakhsh
Pour les articles homonymes, voir Bakhsh (homonymie).
Vous pouvez aider à l'améliorer ou bien discuter des problèmes sur sa page de discussion.
- Il ne s’appuie pas, ou pas assez, sur des sources secondaires ou tertiaires. (Marqué depuis mars 2024)
- Son texte doit être wikifié : il ne correspond pas à la mise en forme Wikipédia (style, typographie, liens internes, liens entre les wikis, etc.). (Marqué depuis mars 2024)
- Sa typographie ne respecte pas les conventions de Wikipédia. Vous pouvez solliciter de l’aide de l’Atelier typographique. (Marqué depuis mars 2024)
- Son ton est trop élogieux, voire hagiographique. Le texte doit adopter un ton neutre et encyclopédique (aide). (Marqué depuis mars 2024)
- Il comporte trop de citations, ou des citations trop longues, au point qu'elles peuvent contrevenir à l'un des principes fondateurs de Wikipédia. Pour l’améliorer, il convient, si ces citations présentent un intérêt encyclopédique et sont correctement sourcées, de les intégrer au corps du texte en les ramenant à une longueur plus raisonnable. (Marqué depuis mars 2024)
- Il doit être recyclé. La réorganisation et la clarification du contenu sont nécessaires. (Marqué depuis mars 2024)
- Il devrait être synthétisé. Vous pouvez modifier son contenu afin de le rendre plus concis et/ou plus précis. (Marqué depuis mars 2024)

- Archive Wikiwix
- Bing
- Cairn
- DuckDuckGo
- E. Universalis
- Gallica
- Google
- G. Books
- G. News
- G. Scholar
- Persée
- Qwant
- (zh) Baidu
- (ru) Yandex
- (wd) trouver des œuvres sur Wikidata

Sir Khan Bahadur Khuda Bakhsh OIE FRAS (2 août 1842 – 3 août 1908)  était un avocat, juge, philosophe, révolutionnaire, érudit et historien indien de Patna, Bihar. Il fut le fondateur de la bibliothèque orientale Khuda Bakhsh et juge en chef de la Cour suprême de Nizam à Hyderabad de 1895 à 1898. Khuda Bakhsh entretient un solide héritage à travers le monde islamique pour ses contributions à la littérature et à l'histoire.

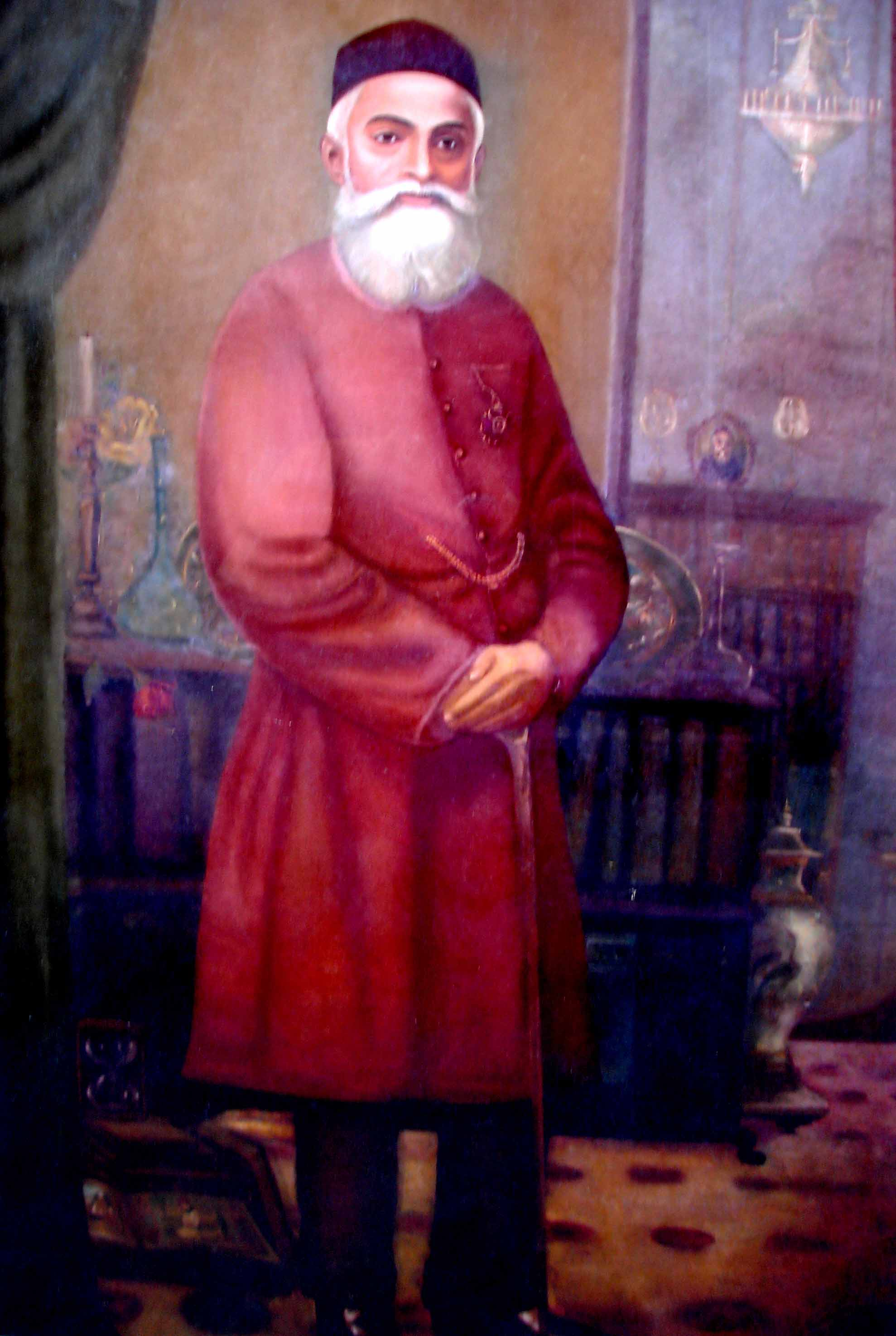
Sir Khan Bahadur Khuda Bakhsh

"Khuda Bakhsh est issu d'une famille noble éminente de Patna et a été élevé sous la direction de son père, Sir Muhammed Bakhsh, avocat de renom et Zamindar de Patna, Bihar. Sa famille s'est distinguée par ses études, et l'un de ses lointains ancêtres, Qazi Haibatullah, a participé à la compilation des Fatawa 'Alamgiri.
La Maison Bakhsh était la gardienne officielle des archives, une responsabilité confiée par les empereurs moghols pour consigner les activités quotidiennes dans tout l'empire moghol.".
"Le père de Khuda Bakhsh, Muhammed Bakhsh, exerçait en tant qu'avocat à Bankipur. Bien que n'étant pas riche, sa passion pour la littérature persane et arabe le conduisit à constituer une collection de 1 200 manuscrits. Plus tard dans sa vie, Khuda Bakhsh contribuera à enrichir cette collection en y ajoutant ses propres acquisitions.".
"À ses débuts, Khuda Bakhsh étudiait à Calcutta sous la tutelle du Nawab Amir Ali Khan Bahadur, un avocat plaidant au Sadr Diwani Adalat. Cependant, la maladie de son père l'a contraint à retourner chez lui à Bankipur, le poussant à entamer une carrière professionnelle pour soutenir financièrement sa famille." 

## Carrière
"En 1868, Khuda Bakhsh entama sa carrière en tant que Peshkar. En 1880, il accéda au poste de plaideur du gouvernement de Patna. Au même moment, son père tomba gravement malade. Sur son lit de mort, son père lui fit la requête d'ouvrir une bibliothèque publique. Héritant de 1 400 manuscrits paternels, il réalisa cette vision en inaugurant la bibliothèque en 1891. Sous sa direction, la collection s'étendit à 4 000 manuscrits et 80 000 livres. Il devint le premier directeur de la bibliothèque, occupant ce poste jusqu'à sa mort, à l'exception d'une courte période de 1895 à 1898, lorsqu'il fut juge en chef de la Cour suprême d'Hyderabad.
Nominalement le premier vice-président honoraire de la Patna Municipal Corporation sous le gouverneur général George Robinson, Khuda Bakhsh eut une rencontre déterminante avec Sachchidananda Sinha pendant son mandat de juge à la Haute Cour d'Allahabad. Il confia la gestion de la bibliothèque à son élève, le Dr Sachchidananda Sinha, de 1894 à 1898, le mentorant dans cette responsabilité. Le fils de Khuda Bakhsh, Sir Salahuddin Bakhsh, forgea une amitié étroite avec Sinha, collaborant à la création de la Bibliothèque Sinha.
Khuda Bakhsh maintint également une amitié solide avec Shibli Nomani et Sir Syed Ahmed Khan. Ensemble, ils œuvrèrent à introduire diverses réformes dans le système éducatif de l'Inde britannique."

## Fondation de la Bibliothèque publique orientale
"La bibliothèque privée de son père, Muhammad Bakhsh, est devenue l'héritage de Sir Khuda Bakhsh, qui, sur le lit de mort de son père en 1876, a fait la promesse solennelle d'ouvrir cette précieuse collection au public. Pour enrichir davantage cette bibliothèque, il a engagé Muhammad Maki avec un salaire mensuel de 50 roupies pour acquérir des livres et des manuscrits. En 1890, Sir Bakhsh a fait ériger une bibliothèque à deux étages au coût de 80 000 roupies, célébrant son inauguration en 1891 en présence de l'ancien lieutenant-gouverneur du Bengale, Sir Charles Elliott. Un geste généreux a marqué cette occasion, lorsque le 14 janvier 1891, Sir Khuda Bakhsh a offert ses manuscrits et livres à la disposition du public." 
"Les représentants du British Museum ont approché Sir Khuda Bakhsh avec une offre remarquable d'achat de sa collection, une proposition qu'il a poliment déclinée. Il a partagé cette décision avec VC Scott O'Connor, un orientaliste basé à Édimbourg, en Angleterre, en expliquant : "Bien que je sois un homme pauvre et que la somme qu'ils m'ont proposée soit une fortune princière, comment pourrais-je me séparer, pour de l'argent, de ce à quoi mon père et moi avons consacré notre vie ?" Il a résolument affirmé : "Non, cette collection est destinée à Patna, et le don sera déposé aux pieds du public de Patna." 
"Le 26 décembre 1969, la bibliothèque a été officiellement reconnue comme une institution d'importance nationale par le biais d'une loi parlementaire.".

## La mort
"Khuda Bakhsh était une personne d'une simplicité remarquable, animée par une vision grandiose et un dévouement exceptionnel. Il s'est éteint le 3 août 1908 et repose désormais en paix dans la salle principale de la bibliothèque qu'il a chérie toute sa vie ."

## Héritage et reconnaissance
"En reconnaissance de ses services, Sir Khuda Bakhsh a été honoré du titre de « Khan Bahadur » en 1881. En 1903, il a été élevé au rang de chevalier de l'Ordre de l'Empire indien. Par ailleurs, il était également membre éminent de la Royal Asiatic Society."
"En l'honneur de Khuda Bakhsh, le Prix Khuda Bakhsh pour les érudits, récompensant leurs réalisations exceptionnelles tout au long de leur carrière dans les domaines spécialisés de la bibliothèque, a été instauré en 1992." Mahatma Gandhi a exprimé son admiration pour l'héritage de Bakhsh en ces termes : « Il y a neuf ans, j'ai entendu parler de cette magnifique bibliothèque et depuis, j'ai impatienté de la voir. Aujourd'hui, en découvrant ce trésor inestimable de livres rares, ma joie est immense. Je rends hommage au grand fondateur de cette bibliothèque qui a consacré chaque centime pour offrir cette richesse inestimable à l'Inde. »
L'historien Jadunath Sarkar a désigné Khuda Bakhsh comme le "Bodley indien", faisant ainsi référence à Thomas Bodley, le fondateur de la bibliothèque Bodleian.

## Les références
1. 1 2 3 4  « Historical Perspective » (consulté le 5 juillet 2022)
2. ↑  « Khuda Baksh Khan | District Siwan, Government Of Bihar | India », Siwan.nic.in (consulté le 5 juillet 2022)
3. ↑  Jadunath Sarkar, Khuda Bakhsh: The Indian Bodley, Longmans, Green and Company, 1920, 270–286 p. (lire en ligne)
4. ↑  Akash Bharadwaj, « Khuda Bakhsh Library: Provincial Histories, Global Connections », sur Livehistoryindia.com, 23 septembre 2021
5. 1 2 3  Jadunath Sarkar, Khuda Bakhsh: The Indian Bodley, Longmans, Green and Company, 1920, 270–286 p. (lire en ligne)
6. 1 2 3  Salahuddin Khuda Bakhsh et Jadunath Sarkar, My Father: His Life and Reminiscences (in English and Persian and Urdu), Calcutta, Baptist Mission Press, 1909, 33–36 p. (lire en ligne)
7. ↑  « Collection Development », kblibrary.bih.nic.in (consulté le 25 mars 2023)
8. ↑  « Khuda Bakhsh Oriental Public Library », Kblibrary.bih.nic.in (consulté le 5 juillet 2022)
9. ↑  (en) A. C. Campbell, Glimpses of the Nizams Dominions, 1898, 77 p. (lire en ligne)
10. ↑  « Khuda Bakhsh Award », sur kblibrary.bih.nic.in (consulté le 17 décembre 2023)
11. ↑  « Khuda Baksh Oriental Library », Tourism.bihar.gov.in (consulté le 5 juillet 2022)